# Engagement britannique pendant la guerre de Corée
Pour un article plus général, voir Guerre de Corée.
La guerre de Corée est un conflit qui a opposé la république de Corée (Corée du Sud), soutenue par les Nations unies, à la république populaire démocratique de Corée (Corée du Nord), soutenue par la république populaire de Chine et l'Union soviétique. Les forces armées britanniques - armée de terre, Royal Air Force et Royal Navy - sont intervenues dans ce conflit au sein du corps expéditionnaire des Nations unies venu secourir la Corée du Sud.
Le Royaume-Uni engagera quelque 63 000 hommes dans ce conflit, 1 109 seront tués au combat, 2 674 blessés et 1 060 portés disparus ou capturés du 25 juin 1950 au 27 juillet 1953.

## Contexte historique
La guerre de Corée s'inscrit dans le contexte de la guerre froide qui opposa les puissances communistes (URSS, république populaire de Chine et leurs alliés) au « monde libre » (États-Unis, Europe de l'Ouest, Commonwealth britannique, Japon, etc.) de 1947 à 1991.

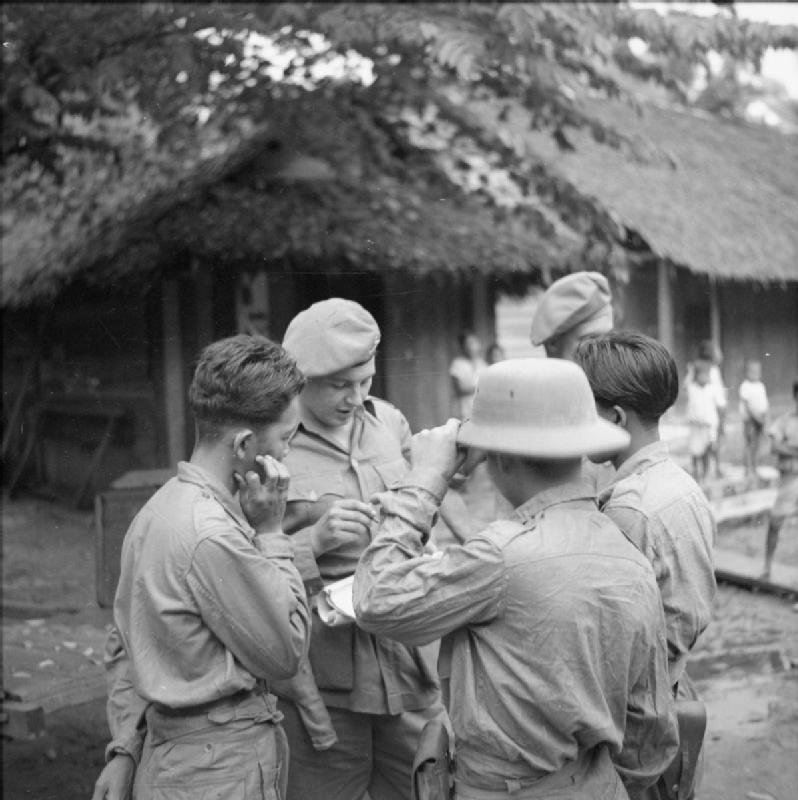
La ré-occupation de la Malaisie par les Britanniques: le capitaine P. Hirabage, Intelligence Officer (officier des renseignements) de la 53rd Brigade, interroge un villageois lors de la traque de « bandits » armés. Dès cette époque, le Royaume-Uni doit faire face à des bandes armées relevant tout à la fois du brigandage et de l'insurrection politique.

Après la défaite japonaise en août 1945, la Corée est coupée en deux au niveau du 38e parallèle et deux états indépendants voient le jour : au sud, la république de Corée, pro-américaine, dirigée par Syngman Rhee, au nord, la république populaire démocratique de Corée, pro-soviétique, dirigée par Kim Il-sung. Malgré les négociations en vue de la réunification, les tensions s'intensifièrent entre les deux pays et des escarmouches et des raids inter-frontaliers persistèrent. En 1948 et en 1949, les armées soviétiques et américaines quittent leurs zones d’occupation respectives, de part et d’autre du 38e parallèle. Après la victoire des communistes au terme de la guerre civile chinoise en 1949, Mao Zedong proclame la naissance de la république populaire de Chine le 1er octobre 1949 sur la place Tian'anmen, à Pékin. La Chine communiste reste alors encore très proche de l'Union soviétique stalinienne. En 1950, la Chine intervient militairement au Tibet sans susciter de réaction militaire des puissances occidentales. Le 25 juin 1950, l’armée nord-coréenne franchit le 38e parallèle, avec l’accord de Staline. Si, en dépit de la politique de « Containment » visant à endiguer l'expansion du communisme mise en place dès 1946 et développée en 1947 par la « doctrine Truman », les États-Unis s'étaient jusque-là abstenus de toute intervention militaire directe, le gouvernement américain sous la présidence de Harry S. Truman décide de se porter militairement au secours de la Corée du Sud. En l'absence d'un veto possible de l'Union soviétique qui boycottait alors le Conseil de sécurité des Nations unies, les États-Unis et d'autres pays votèrent donc une résolution autorisant une intervention militaire internationale en Corée sous mandat de l'ONU, intervention à laquelle le Royaume-Uni décide de prendre part.
Les forces armées britanniques avaient été fortement réduites à l'issue de la Seconde Guerre mondiale et elles se trouvent alors en pleine phase de réorganisation et de ré-équipement. Ayant adhéré à l'OTAN dès sa création, une partie de ses forces armées se retrouvent déployées en Allemagne de l'Ouest dans le cadre de la « British Army of the Rhine » et elles doivent par ailleurs faire face, depuis 1948, à l'insurrection communiste malaise.

## Composition du corps expéditionnaire

### British Army

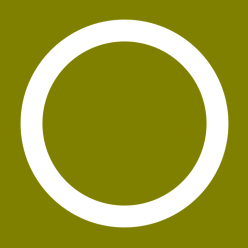
Insigne de la 29th Infantry Brigade.

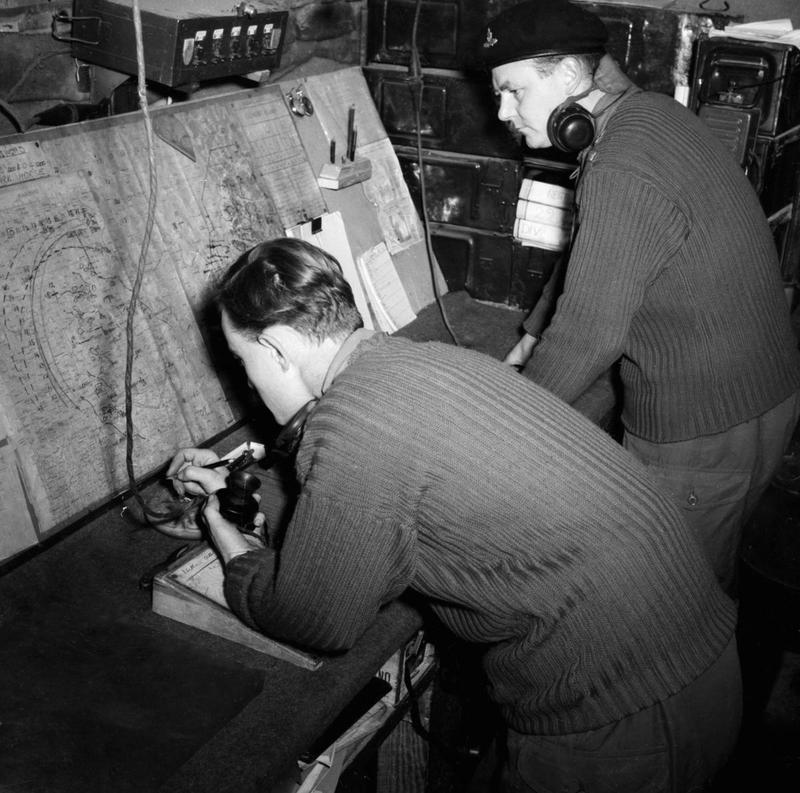
Officiers du 20th Field Regiment, Royal Artillery

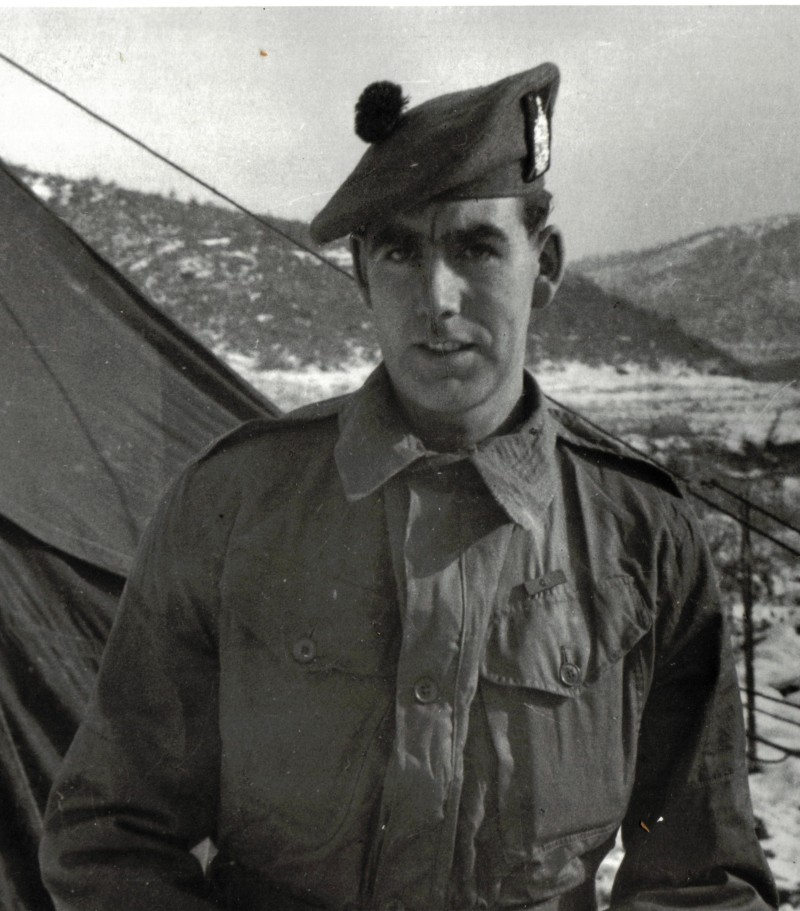
Le private (soldat) Bill Speakman, du Black Wtach Rgt, détaché au King's Own Scottish Borderers, récipiendaire de la Victoria Cross.

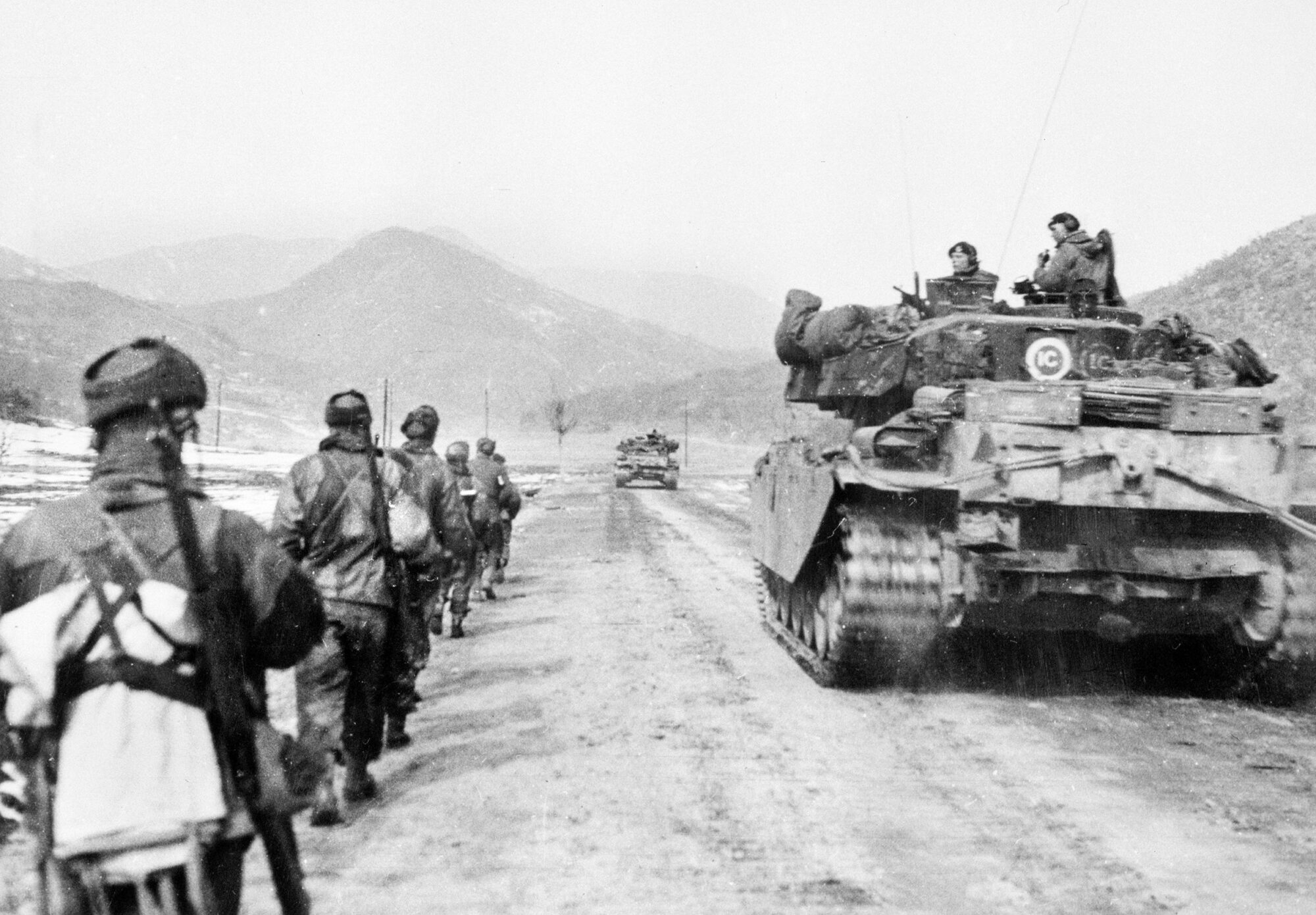
Char Centurion Mk III et fantassins du Gloucestershire Regiment en mars 1951.

Début août, la 27th Infantry Brigade, qui constitue la réserve stratégique de l'armée britannique alors stationnée à Hong Kong avec la 40e division, est mise en état d'alerte. Le 28, ses premiers éléments - bataillons du Ist Argyll and Sutherland Highlanders et du Ist Middlesex Regiment - sont débarqués et engagés dans le Périmètre de Busan. Le 1er octobre, elle est renommée 27th Commonwealth Infantry Brigade après incorporation du 3rd Battalion, Royal Australian Regiment. Le 3 novembre, elle est rejointe par le 29th Independant Brigade Group qui aligne infanterie, blindés et artillerie et deviendra par la suite la 29th Brigade. En avril 1951, la 27th deviendra la 28th Commonwealth Brigade. Elles sont regroupées à partir de 1951 dans la 1st Commonwealth Division.
Différentes unités de l'armée britanniques fournirent des contingents qui « tournèrent » au sein de ces deux brigades qui alignèrent des engagés aussi bien que des vétérans de la Seconde Guerre mondiale rappelés au service et des conscrits appelés dans le cadre du National Service instauré en 1948:
27th/28th Commonwealth Infantry Brigade

Ist Middlesex, Ist King's Shropshire Light Infantry, Ist Durham Light Infantry, Ist Warwickshire Rgt, Ist Argyll and Sutherland Highlanders, Ist King's Own Scottish Borderers, Ist Royal Fusiliers, Ist Essex
29th 27th Infantry Brigade

 Infanterie: Ist Royal Northumberlands Fusiliers, Ist Leicestershire, Ist Black Watch, Ist Royal Scots, Ist Gloucestershire, Ist Welch, Ist Duke of Wellington's, Ist Royal Ulster Rifles, Ist Royal Norfolk, Ist King's Rgt (Liverpool) 

Unités blindées: C Squadron - 7th Royal Tank Regiment, 8th Irish Hussars, 5th Inniskillings Dragoons Guards, Ist Royal Tank Regt, 5th RTR
Artillerie: 45th, 14th, 20th Field Rgts, Royal Artillery, 170th, 120th Light Battery, RA (mortiers), 61st Light Rgt, RA, 11th, 42nd Light Anti-Aircraft Bn, RA
Services: 55th, 122nd Field Squadron, Royal Engineers, 64th Field Park Sqn, RE, 28th Fd. Eng. Rgt, RE, 26th Field Ambulance
Matériels et équipements
En dehors du char FV 4007 Centurion Mk III , des Land Rover Series I mises en service à la fin des années 1940 et de l'Austin Champ introduit à quelques exemplaires à la fin du conflit, l'essentiel de l'équipement et de l'armement de l'armée britannique en Corée date de la fin de la Seconde Guerre mondiale.
L'infanterie est dotée du fusil Lee Enfield no 4, du pistolet-mitrailleur Sten, du fusil-mitrailleur BREN, de la mitrailleuse Vickers ou, pour les officiers, du pistolet Webley. À son arrivée en Corée, le fantassin est revêtu de la tenue « jungle green » modèle 1950 dérivée de celle utilisée pendant la Seconde Guerre mondiale sur le théâtre d'opérations asiatique mais dès le premier hiver, il retrouve son battle dress ou le Denison smock (en). Il est coiffé du casque Mk IV dérivé du  1944 Mk III pattern (en) surnommé Turtle (tortue) en raison de sa forme. Les Britanniques se dotent alors également de tenues américaines M-1943 (en). Une nouvelle tenue de combat fera son apparition dès le second hiver de la guerre qui deviendra le « M-1958 combat dress ». Les équipages de véhicules de combat conservèrent la salopette hivernale « Pixie suit ».

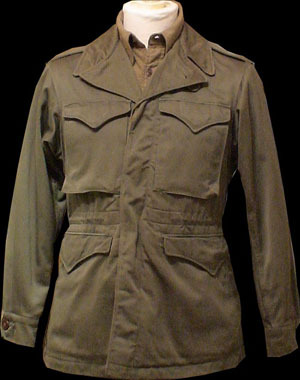
Veste US M-43
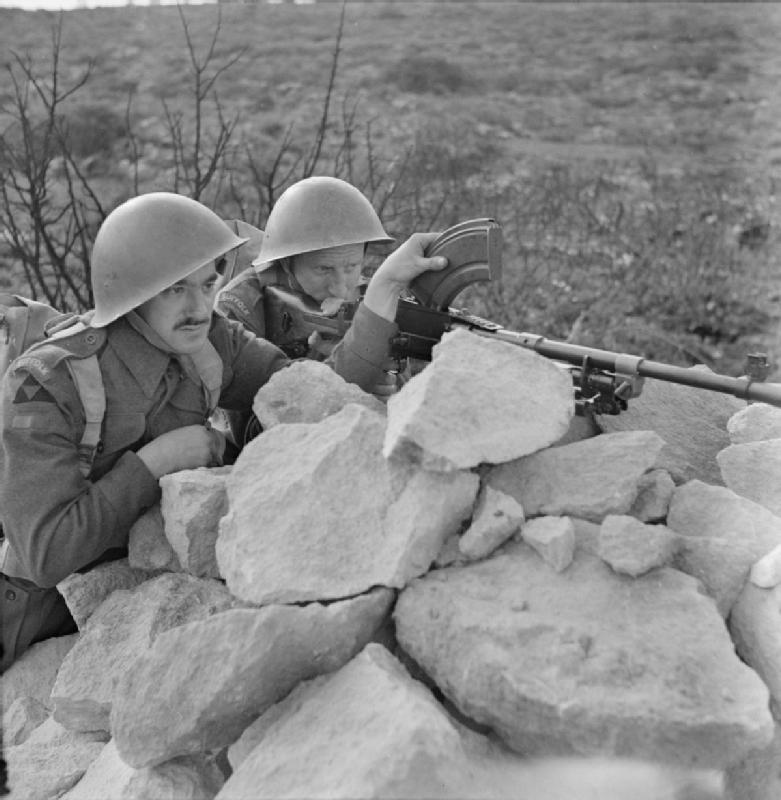
Casque Mk IV porté par des fantassins britanniques en Palestine à la fin des années 1940
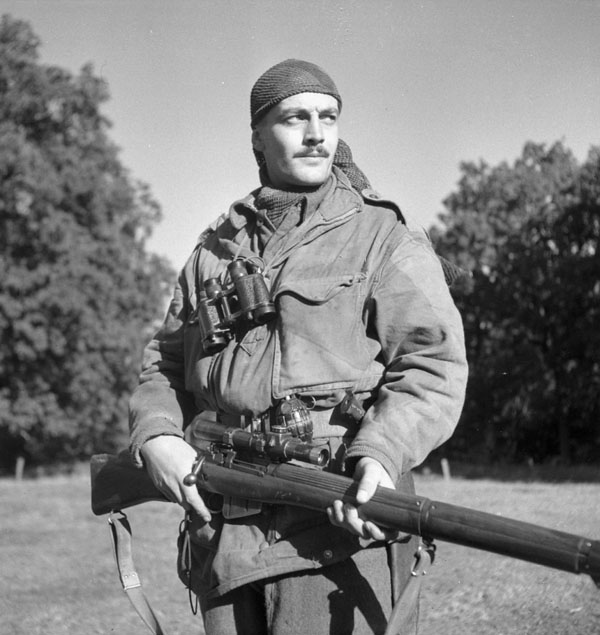
Denison smock porté par un soldat canadien pendant la Seconde Guerre mondiale

L'artillerie est dotée de canons de 5,5 pouces et de l'Ordnance QF 25 pounder (45th Field Regiment, 14th Field Regiment et 20th Field Regiment ). L'artillerie anti-aérienne utilise le Bofors 40 mm.
Le parc d'engins de combat « légers » aligne des chenillettes Universal Carrier et des véhicules de reconnaissance Daimler Dingo ainsi que des automitrailleuses Daimler et des halftracks américains.
L'arme blindée, représentée par des éléments du Royal Tank Regiment et des régiments de cavalerie (8th Irish Hussars et 5th Inniskillings Dragoons Guards), aligne des chars de combat Cromwell, Churchill Mk VII/VIII et surtout le tout nouveau Centurion (FV4007) dans sa version Mk III armée du QF 20-pdr de 84 mm. Enfin, des engins blindés du Génie, tels le Churchill Bridgelayer (char poseur de pont) ou le Cromwell Centaur dozer (Bulldozer) viennent compléter cet arsenal .

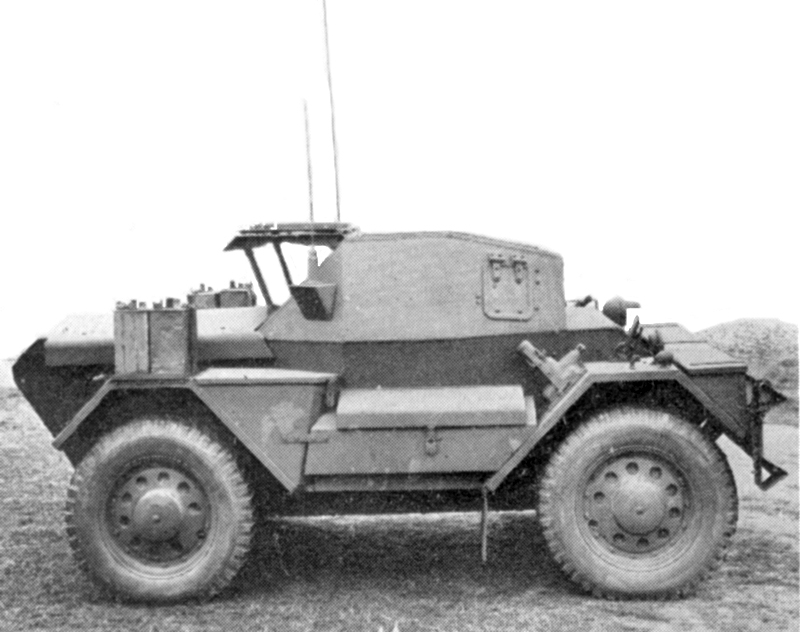
Scout car (véhicule de reconnaissance) Daimler Dingo
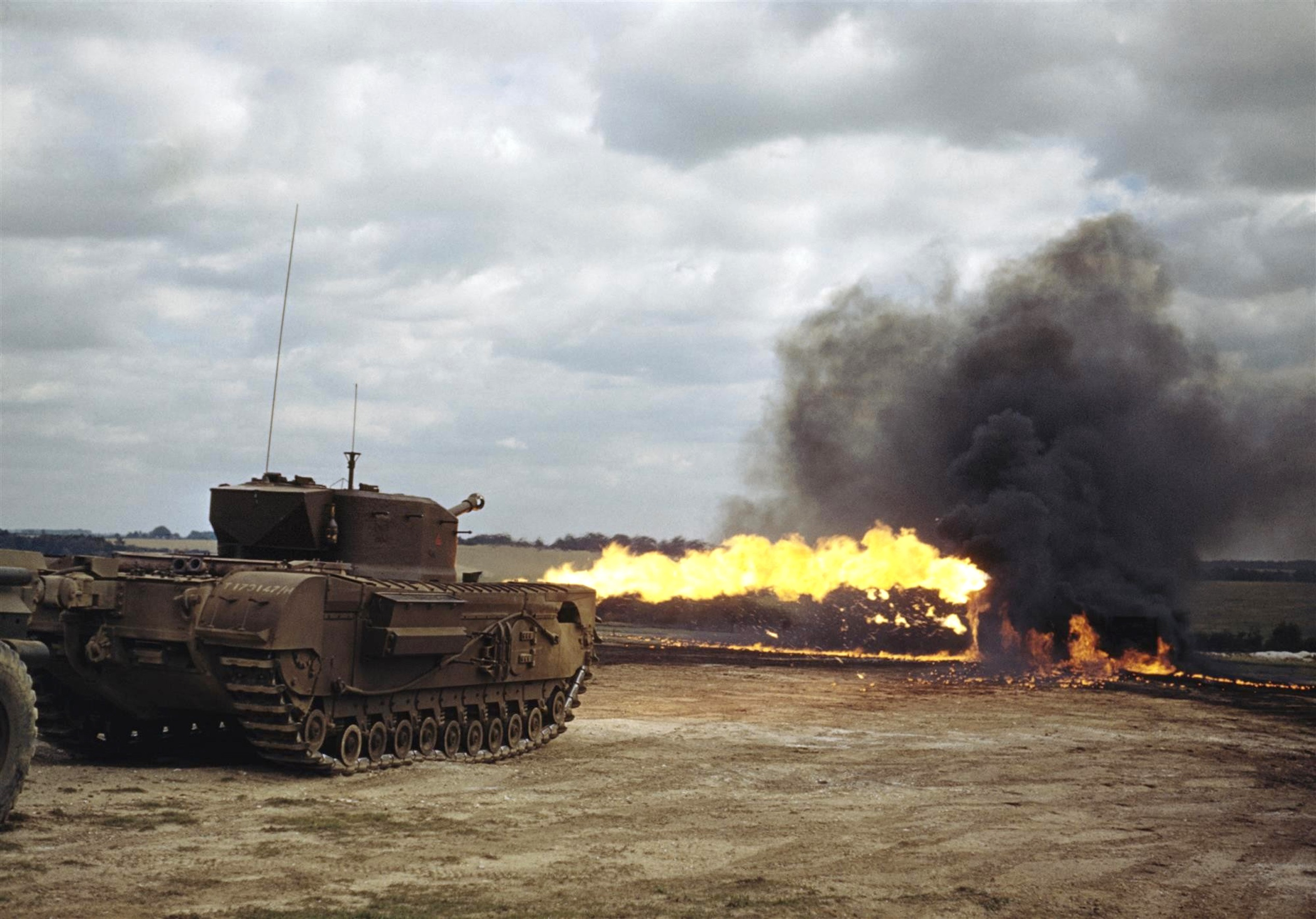
Char lance-flammes Churchill
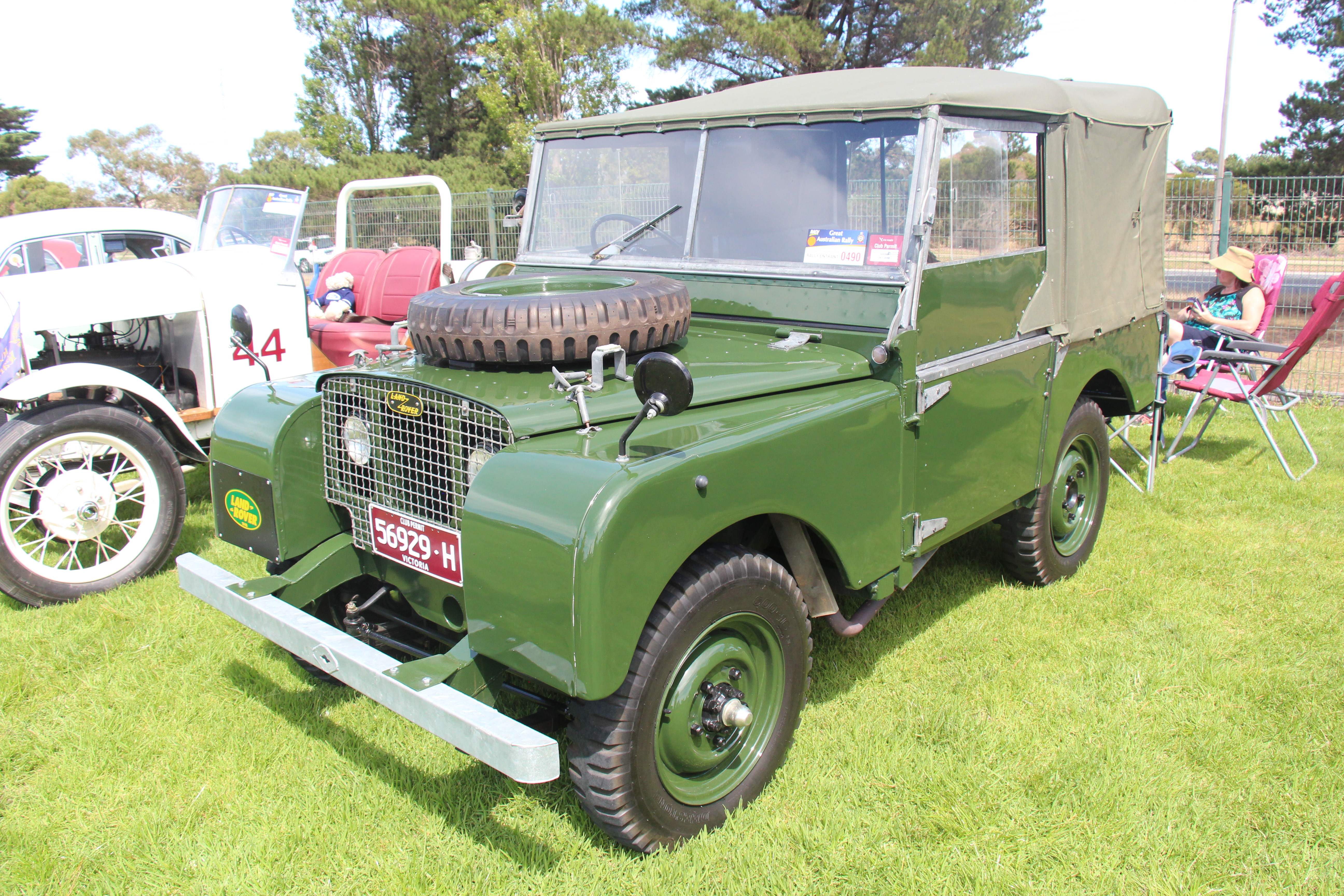
Land Rover Series I
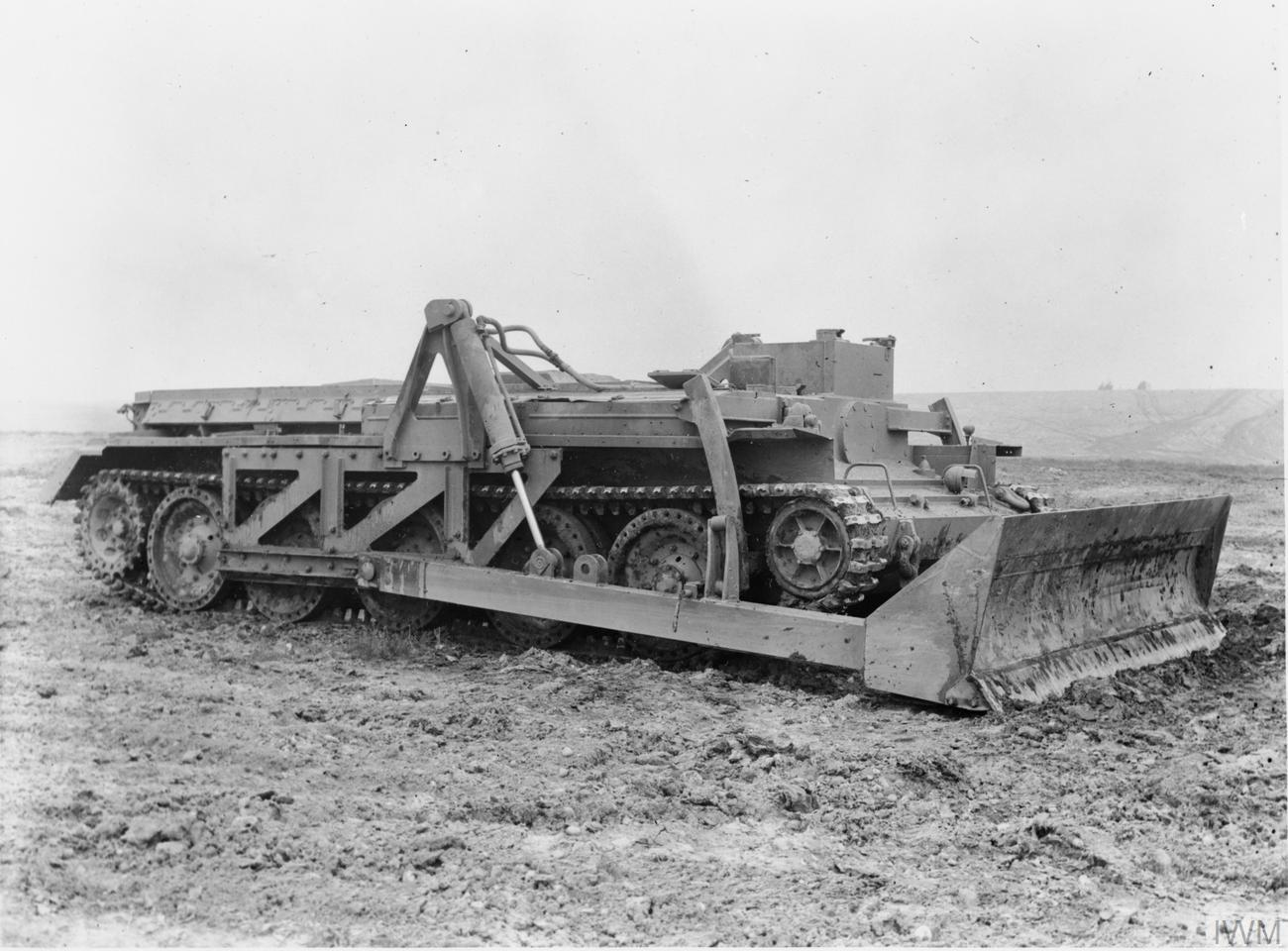
Centaur dozer

### Royal Navy, Fleet Air Arm et Royal Marines

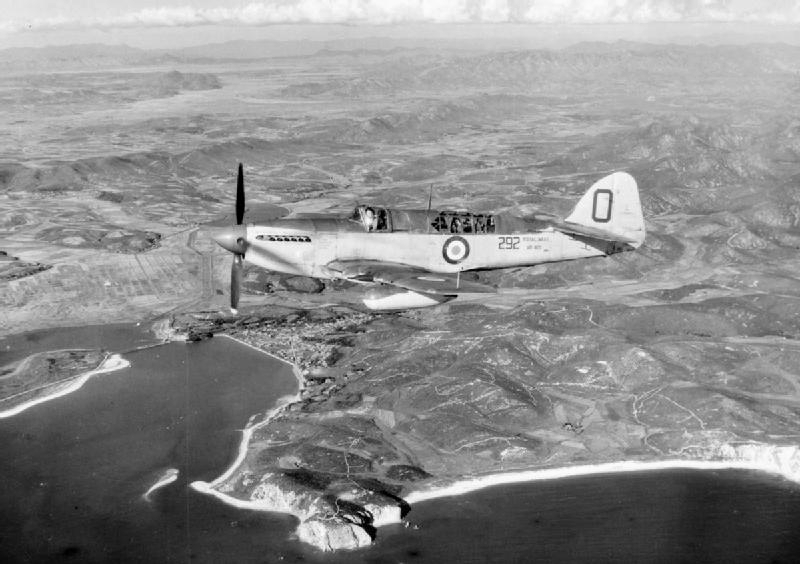
Fairey Firefly du 825 Naval Air Squadron assigné au porte-avions en mission de reconnaissance au-dessus des côtes coréennes.

Royal Navy
Fleet Air Arm (Aéronavale)
Royal Marines

### Royal Air Force

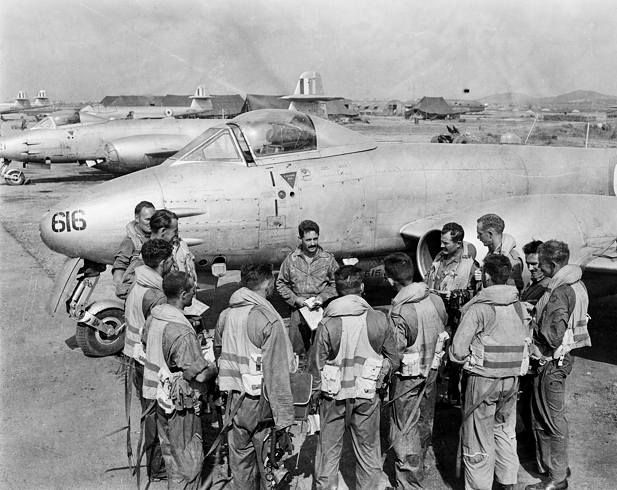
Briefing pour les pilotes de Gloster Meteor du 77th Squadron australien. À gauche, parmi l'hémicycle, les Flight Lieutenants Colin Ian 'Joe' Hill et Maxwell 'Max' Scannell de la RAF.

Le Royaume-Uni n'engagea aucune unité de combat de la RAF pendant la guerre de Corée, mais plusieurs pilotes de la RAF servirent au sein de l'United States Air Force, principalement aux commandes de F-86 Sabre ,. D'autres pilotes britanniques ont volé sur des Meteors de la Royal Australian Air Force lors de missions de soutien air/sol.
Trois escadrons d'hydravions Short Sunderland de la RAF basés à Singapour assurèrent des rotations mensuelles au Japon (depuis la base d'Iwakuni) et prirent part à des missions de reconnaissance maritime et météorologique au-dessus de la mer Jaune et du détroit de Tsushima. Des Handley Page Hastings assurèrent le transport des troupes vers la Corée et le rapatriement des blessés vers le Royaume-Uni.
En outre, deux flights d'Auster AOP.6, appartenant à la RAF mais équipés par des personnels de l'armée, assurèrent des missions de reconnaissance et de réglage d'artillerie.

## Opérations et batailles

### Guerre terrestre
1950

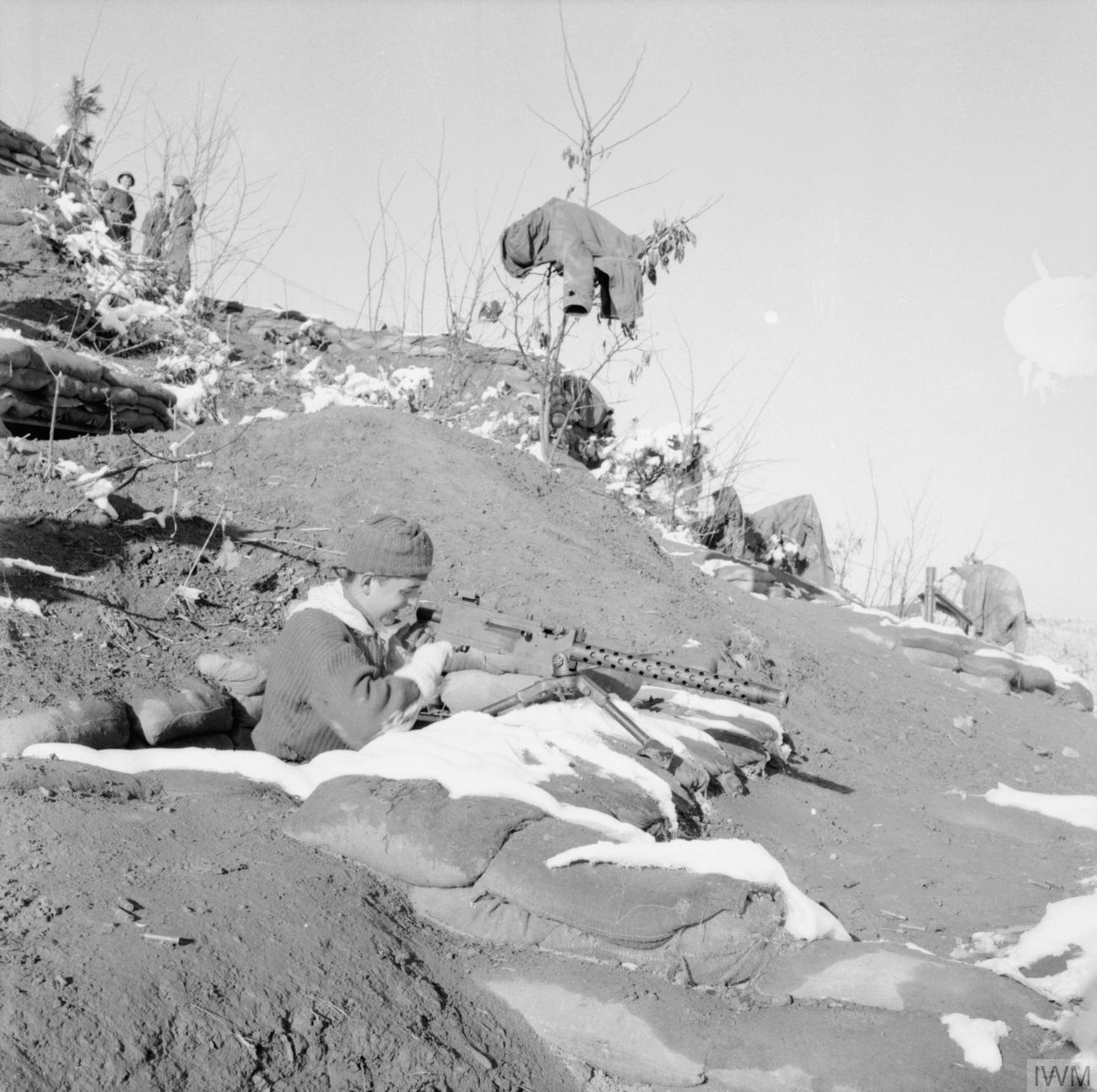
Une position du Battalion, The King's (Liverpool) Regiment pendant l'hiver de 1952-1953.

À peine débarqués sur le sol coréen le 29 août 1950, les premiers éléments de la 27th Brigade - les Argyll and Sutherland Highlanders et les fantassins du Ist Middlesex - sont engagés dans la bataille du secteur occidental du périmètre de Busan, appuyés par deux batteries d'artillerie et quelques chars US. Le 18 septembre, ils prennent part à la percée et à l'avance en direction du nord-ouest avec la 24th US infantry Division. C'est à l'issue de ces combats que sera décernée, à titre posthume, une première croix de Victoria au major Kenneth Muir (en) des Argyll Highlanders,
Renforcée du 3e bataillon du Royal Australian Regiment - ce qui lui vaut d'être désormais intitulée Commonwealth Brigade - la 27e progresse rapidement vers le Nord, le long de la côte occidentale de la péninsule coréenne. Le 30 octobre, elle atteint Chongju, à 40 miles de la frontière manchoue quand l'attaque chinoise la contraint à battre en retraite vers Sinanju où elle arrête provisoirement l'assaillant. Passée sous le commandement du IXe corps de réserve US, elle poursuit sa retraite vers le sud en novembre et fait sa jonction avec la 29th Brigade, entretemps débarquée à Busan le 3 et faisant progression vers le nord à la rencontre des troupes en repli. À la mi-décembre, elle est revenue sur le 38e parallèle. La 29th, appuyée par des chars et de l'artillerie, a combattu les Nord-Coréens autour de Séoul avant de se porter en direction de Pyongyang pour finalement être emportée elle aussi par le mouvement de retraite alliée vers le 38e parallèle.